# Mence Dros-Canters

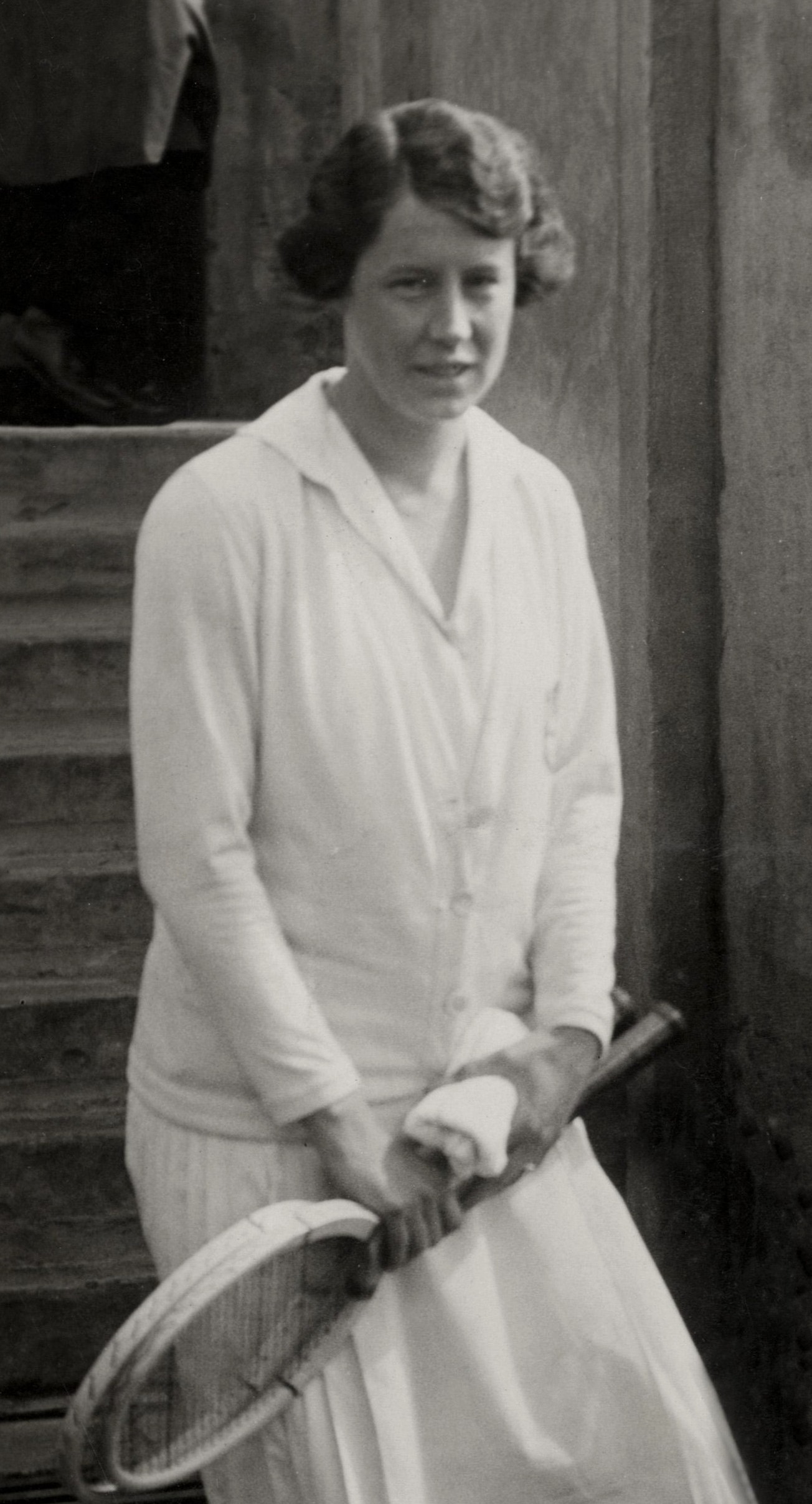
Mence Dros-Canters 1928

Margaretha Clementina „Mence“ Dros-Canters (* 5. März 1900 in Niederländisch-Indien; † 14. August 1934 in Velp) war eine niederländische Badminton-, Tennis- und Hockeyspielerin.

## Karriere
Mence Dros-Canters gewann im Badminton 1932 bei der Erstauflage der niederländischen Meisterschaften alle drei möglichen Titel im Frauenbereich. Im Tennis gewann sie mehrere nationale Titel im Damendoppel sowie 1930 den Mixedtitel mit M. Koopman. Als Hockeyspielerin trug sie zwölfmal das niederländische Nationaltrikot.
1931 heiratete sie den Unternehmer Adriaan Dros jr. (1887–1951) und zog nach Leiden. 1933 wurde sie ernsthaft krank und verstarb 34-jährig an den Folgen der Krankheit am 14. August 1934.